# Dreisen

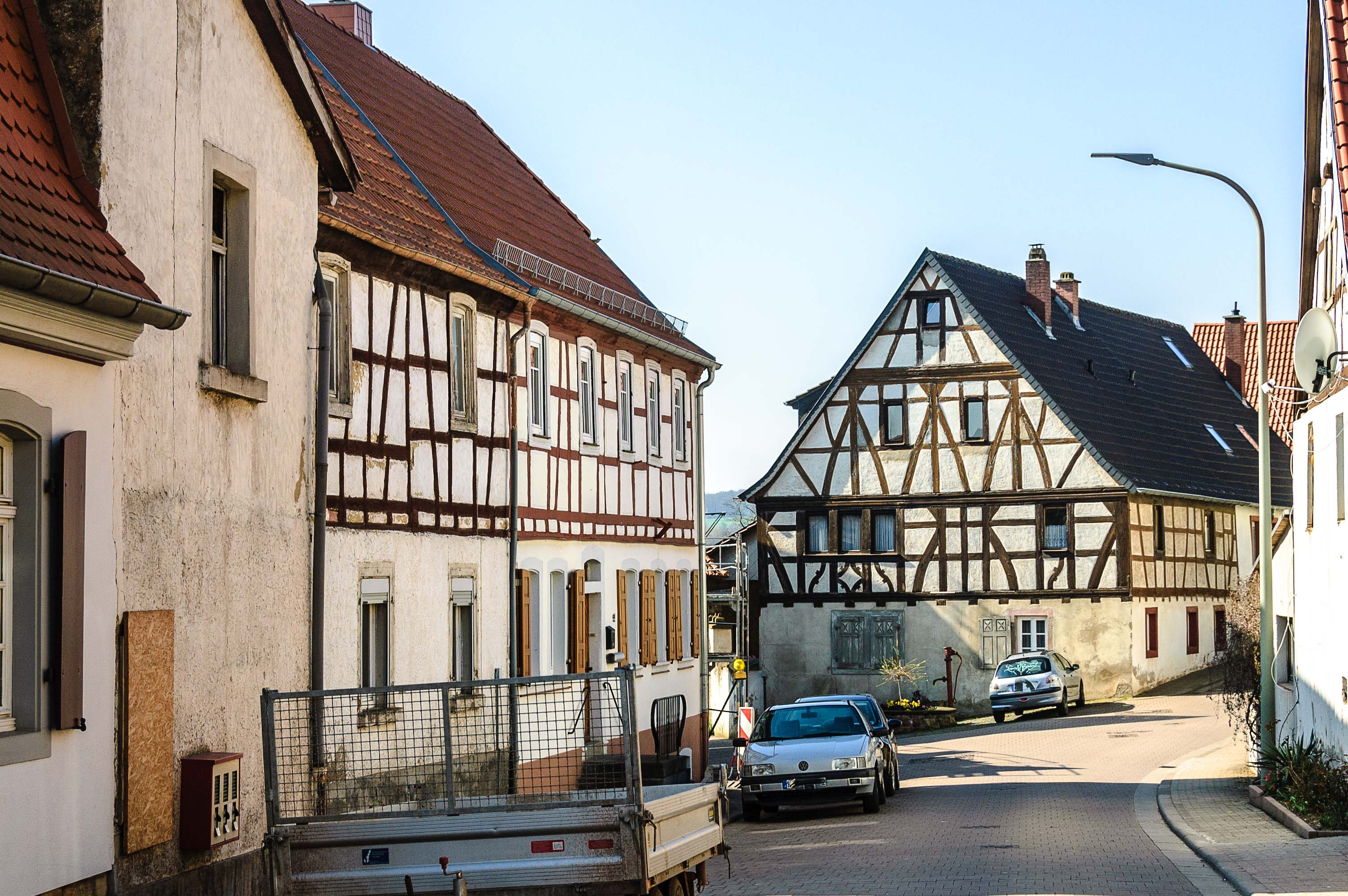
Ortsbild von Dreisen

Dreisen (pfälzisch: Drase) ist eine Ortsgemeinde im Donnersbergkreis in Rheinland-Pfalz. Sie gehört der Verbandsgemeinde Göllheim an.

## Geographie

### Lage
Dreisen liegt südöstlich des Donnersbergs in der Börrstadter Senke, alternativ Kaiserstraßensenke genannt, zwischen Kaiserslautern und Worms. Zu Dreisen gehören zusätzlich die Wohnplätze Bahnhof Dreisen, Bannholz, Hollidahof, Im Talweg, In den Kappesäckern, Lochmühle, Lohmühle und Münsterhof. Nachbargemeinden sind – im Uhrzeigersinn – Weitersweiler, Marnheim, Göllheim, Breunigweiler, Börrstadt, Standenbühl und Steinbach am Donnersberg.

### Gewässer
Mitten durch den Ort fließt die Pfrimm. Deren linker Nebenfluss Entenpfuhler Graben bildet größtenteils die Grenze zu Standenbühl. Der von rechts kommende Hasenbach markiert teilweise die Grenze zu Göllheim. Im Nordosten der Gemarkung nimmt die Pfrimm von rechts den Bach vom Elbisheimerhof und von links den Rosengartenbach auf.

## Geschichte
Dreisen wird 960 erstmals urkundlich genannt und befand sich zu diesem Zeitpunkt im Besitz des nahegelegenen Klosters Münsterdreisen. 1376 kam Dreisen als Teil des Amtes Bolanden an Kurpfalz und fiel damit 1706 an Nassau-Weilburg.
Von 1798 bis 1814, als die Pfalz Teil der Französischen Republik (bis 1804) und anschließend Teil des Napoleonischen Kaiserreichs war, war Dreyen – so die damalige Schreibweise – in den Kanton Göllheim im Departement Donnersberg eingegliedert und besaß eine eigene Mairie. 1815 hatte der Ort insgesamt 545 Einwohner. Im selben Jahr wurde er Österreich zugeschlagen. Bereits ein Jahr später wechselte der Ort wie die gesamte Pfalz in das Königreich Bayern. Von 1818 bis 1862 gehörte Dreisen dem Landkommissariat Kirchheim – später Kirchheimbolanden – an; aus diesem ging das Bezirksamt Kirchheimbolanden hervor.
Ab 1939 war der Ort Bestandteil des Landkreises Kirchheimbolanden. Nach dem Zweiten Weltkrieg wurde Dreisen innerhalb der französischen Besatzungszone Teil des damals neu gebildeten Landes Rheinland-Pfalz. Im Zuge der ersten rheinland-pfälzischen Verwaltungsreform wechselte Dreisen 1969 in den neu gebildeten Donnersbergkreis; drei Jahre später wurde die Gemeinde in die ebenfalls neu entstandene Verbandsgemeinde Göllheim eingegliedert.

## Politik

### Gemeinderat
Der Gemeinderat in Dreisen besteht aus zwölf Ratsmitgliedern, die bei der Kommunalwahl am 9. Juni 2024 in einer personalisierten Verhältniswahl gewählt wurden, und der ehrenamtlichen Ortsbürgermeisterin als Vorsitzender.
Die Sitzverteilung im Gemeinderat:
| Wahl | CDU | FWG | Gesamt   |
| ---- | --- | --- | -------- |
| 2024 | 3   | 9   | 12 Sitze |
| 2019 | 2   | 10  | 12 Sitze |
| 2014 | 3   | 9   | 12 Sitze |
| 2009 | 3   | 9   | 12 Sitze |
| 2004 | 2   | 10  | 12 Sitze |

- FWG = Freie Wählergruppe Dreisen e. V.

### Bürgermeister
Ortsbürgermeisterin ist Kathrin Molter (FWG). Sie wurde vom Gemeinderat in seiner konstituierenden Sitzung im Juli 2019 ohne Gegenstimme gewählt. Sie ist damit Nachfolgerin von Ralph Molter, der nicht mehr kandidiert hatte. Bei der Direktwahl am 9. Juni 2024 wurde sie als einzige Bewerberin mit einem Stimmenanteil von 86,5 % für weitere fünf Jahre in ihrem Amt bestätigt.

### Wappen
| Wappen von Dreisen | Blasonierung: „In Rot ein silberner schreitender gold bewehrter Pelikan mit aufgerissener roter Brust.“ |
| Wappen von Dreisen | |

## Kultur und Sehenswürdigkeiten

### Kulturdenkmäler

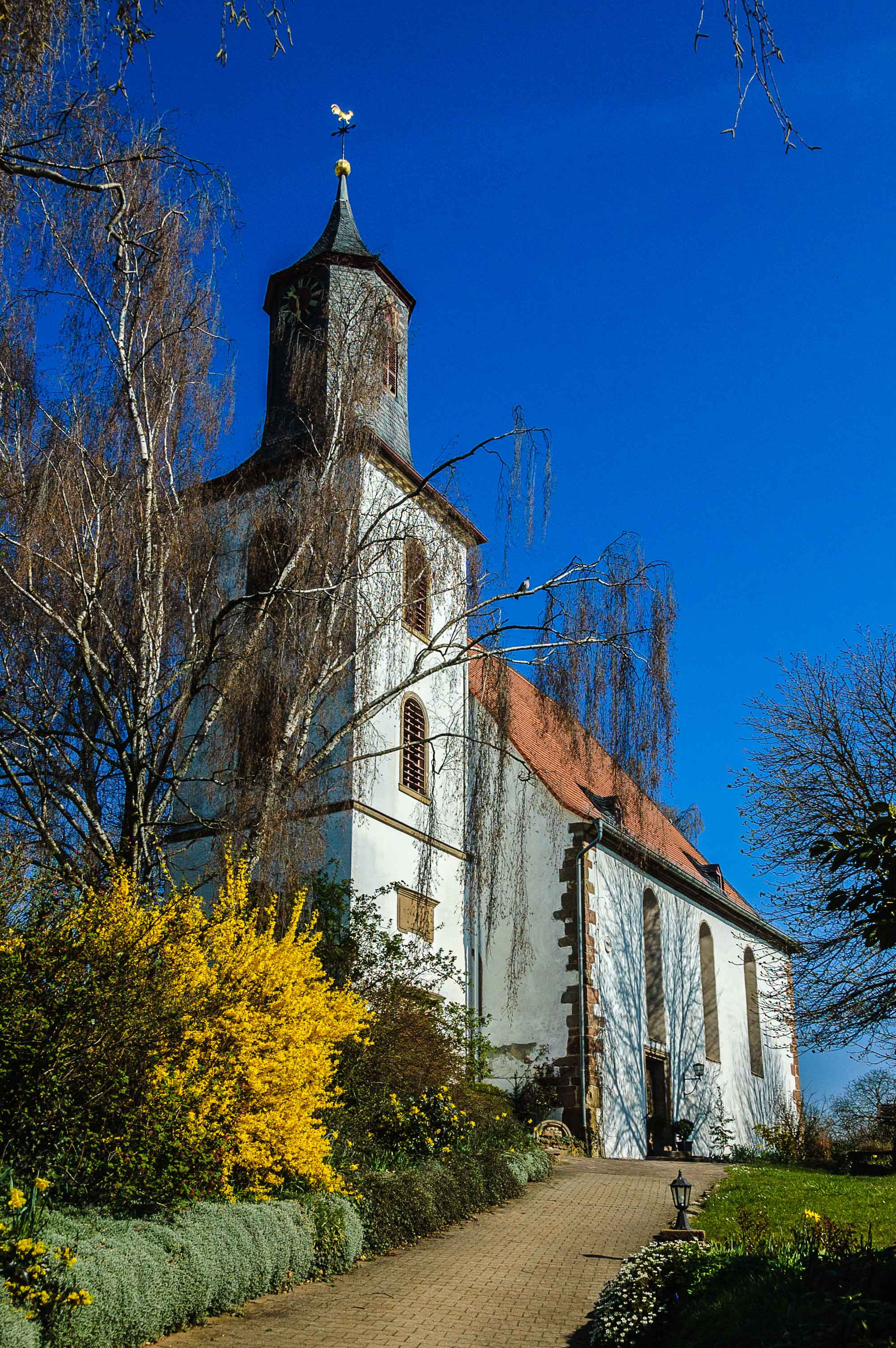
Denkmalgeschützte evangelische Kirche

Der Ortskern ist als Denkmalzone ausgewiesen. In ihm befinden sich einige Fachwerkhäuser aus dem 18. Jahrhundert, darunter das Rathaus von 1711.
Hinzu kommen insgesamt 19 Einzelobjekte, die unter Denkmalschutz stehen, darunter die evangelische Kirche. Bei ihr handelt es sich um einen 1781 umgebauten Saal mit Westturm, der zugemauerte Chorbogen ist auf 1517 datiert, das Friedhofstor auf 1528.

### Natur
Im Gemeindegebiet existieren insgesamt elf Naturdenkmale.

## Wirtschaft und Infrastruktur

### Verkehr
Durch das Gemeindegebiet verlaufen die ehemalige Bundesstraße 40 von Kaiserslautern nach Alzey, sowie die B 47 die von Eisenberg (Pfalz) nach Worms führt. Dreisen liegt in unmittelbarer Nähe der Anschlussstelle Göllheim an der Bundesautobahn 63 die Mainz mit Kaiserslautern verbindet. Die Gemeinde verfügte außerdem über den Bahnhof Göllheim-Dreisen an der Zellertalbahn, auf der der reguläre Personenverkehr 1983 eingestellt wurde; allerdings wird er im Ausflugsverkehr während der Sommermonate wieder bedient.

### Tourismus
Mitten durch das Siedlungsgebiet verläuft außerdem der mit einem gelben Balken markierte Fernwanderweg Saar-Rhein-Main. Dreisen liegt außerdem an der sogenannten „Klosteroute“ der Pfälzer Jakobswege, die bis nach Worms führt.

## Persönlichkeiten

### Ehrenbürger
- Julius Wolf (1922–2016), von 1956 bis 1994 Ortsbürgermeister

### Söhne und Töchter der Gemeinde
- Bernhard Oberle (1946–2022), Fußballspieler

### Personen, die vor Ort gewirkt haben
- Johann Jost Sebastian, Architekt, vor Ort ansässig
- Fritz Waldherr, Architekt, vor Ort ansässig